# Bund Fränkischer Künstler
Der Bund Fränkischer Künstler ist ein Verein mit Sitz in Presseck (Landkreis Kulmbach).

## Vereinsleben
Der Verein organisiert jährlich im Sommer die große Jahresausstellung zeitgenössischer Kunst auf der Plassenburg über Kulmbach. Ausstellungs- und Atelierraum in dieser Zeit ist die so genannte Große Hofstube im zweiten Stock des Nordflügels. Seit 2010 findet jährlich ein Künstler-Symposium auf der Plassenburg statt.

## Vereinsgeschichte
Der Bund wurde im Jahre 1929 von der „Feierabend-Gesellschaft“ gegründet. Johannes Seiler war Gründer des Bundes, Eduard Aigner, Fritz Burkhardt und Reinhold Pallas zählten zu den ältesten Mitglieder und waren jahrzehntelang im Vorstand tätig. Ihnen folgten Heinrich Rettner, der das künstlerische Gesicht der Ausstellung wesentlich mitprägte sowie Conrad Völkel, Philipp Ziegler, Ernst Pflaumer, Anton Greiner und Sven Bjerregaard und Georg Schmidt als Schatzmeister. Ferdinand Dunkel führte den Vorsitz von 1985 bis 2003 mit Hans Wuttig als Stellvertreter seit 1985, der 2011 mit dem Bundesverdienstkreuz gewürdigt wurde. Schatzmeister ist aktuell Jürgen Stahl.

## Mitgliedschaft
Der Verein hat derzeit 71 Mitglieder. Künstler, die dreimal an den Ausstellungen auf der Plassenburg beteiligt waren, können einen Antrag auf Mitgliedschaft stellen.
1. Vorsitzende ist Anita Magdalena Franz, 2. Vorsitzende ist Sandra Groh.